# Salco
Salco je eurodance hudební skupina, ve které vystupují Pavol "Salco" Novotný a Juraj Gáher. Skupina vznikla ve slovenských Topoľčanech v roce 1994.

## Diskografie

### Názvy
- 1994 Dance – Relax Music
- 1995 Dobrota – SQ Music
- 1996 Tri – SQ Music
- 1997 Salkohol – Monitor EMI
- 1998 Nove Salco – Monitor EMI
- 1998 Salco 2000 – Monitor EMI
- 2002 Salcoman – MSP Records
- 2006 Hands Up 06 – San Records
- 2018 Oldies Party – RK Centrum Universa

## Kompilace
- 2001 Výber Najväčších Hitov – Montior EMI

## Videoklipy
DOBROTA
- Jednotka (televizní kanál) – hitparáda Triangel
- VTV – hitparáda TOP 10
- TV Nova – hitparáda Eso

LÁSKA CHÝBA NÁM
- Jednotka (televizní kanál) – hitparáda Triangel

MÁJ
- TV Nova – hitparáda Eso
- TV Markíza – hitparáda Mega Hitov

ONA SA MI PÁČI
- TV Nova – hitparáda Eso
- TV Markíza – hitparáda Mega Hitov

DA DA DA
- TV Markíza – Mega Hitov

PO PRÁZDNINÁCH
- TV Nova – hitparáda Eso